# بیانکا ویچ
بیانکا ویچ (انگلیسی: Bianca Weech؛ زادهٔ ۲۱ نوامبر ۱۹۸۴) بازیکن فوتبال اهل آلمان است.